# Eric Hamp
Eric Pratt Hamp est un linguiste américain né le 16 novembre 1920 à Londres et mort le 17 février 2019 à Traverse City dans le Michigan.